# Elecciones parlamentarias de la República Dominicana de 2006
Las elecciones parlamentarias se celebraron en la República Dominicana el 16 de mayo de 2006. Fueron ganadas por el Bloque Progresista dirigido por el PLD, que tomó 96 de los 178 escaños en la Cámara de Diputados y 22 de los 32 escaños del Senado. La participación electoral fue del 56,5%.